# Distretto di Darah
Il distretto di Darah è un distretto dell'Afghanistan appartenente alla provincia del Panjshir.